# Rhaphuma diversevittata
Rhaphuma diversevittata är en skalbaggsart som beskrevs av Maurice Pic 1943. Rhaphuma diversevittata ingår i släktet Rhaphuma och familjen långhorningar. Inga underarter finns listade i Catalogue of Life.